# Казак, Андрей Георгиевич
Андре́й Гео́ргиевич Каза́к (бел. Андрэй Георгіевіч Казак; род. 13 марта 1980, Гродно) — белорусский спортивный стрелок.
На летних Олимпийских играх 2004 года в Афинах Андрей Казак соревновался в стрельбе по движущейся мишени среди мужчин на дистанции 10 м (впоследствии это упражнение было исключено из программы олимпийских соревнований). Казак набрал 575 очков (292 на медленном пробеге мишени и 283 на быстром) и занял девятое место.
Спустя восемь лет, в возрасте 32 лет, Андрей Казак во второй раз квалифицировался в белорусскую олимпийскую команду, заняв девятое место в стрельбе из пистолета в шестом матче серии Кубка мира ISSF 2011 года в Мюнхене, Германия. Выступая на летних Олимпийских играх 2012 года в Лондоне, Казак выбил 547 очков в квалификационных раундах стрельбы из пистолета среди мужчин на дистанции 50 м, уступив при равенстве очков две внутренние десятки своему товарищу по команде Константину Лукашику и заняв тридцать первое место.